# Gustav Boese
Gustav Boese (* 19. März 1878 in Schwerin an der Warthe; † 1943 in Berlin) war ein deutscher Kunstmaler.
Boese gilt als der „Hausmaler des Memellands“. Er kam 1914 als Soldat nach Memel und entdeckte die karge Landschaft des Memellandes und der Kurischen Nehrung für sich. Als Künstler an der Unterrichtsanstalt des Kunstgewerbemuseums Berlin in Berlin ausgebildet, malte, zeichnete und lithographierte er Landschaft, Häfen und das einfache Leben der Fischer und Bauern. 1924 musste er nach der litauischen Besetzung diese Region verlassen. Doch kehrte Böse 1939 mit der Rückgabe des Memellandes an Deutschland zurück.
In der Zeit des Nationalsozialismus war Boese Mitglied der Reichskammer der bildenden Künste und des nationalsozialistischen Frontkämpferbundes bildender Künstler, an dessen Frühjahrsausstellungen in Berlin er 1939 und 1940 teilnahm.
Seine Werke sind weit in Privatbesitz verstreut. 1911 erschien eine Serie von Ansichtskarten mit Motiven von Lübeck und Travemünde nach Aquarellen im Verlag Bernhard Nöhring.

## Werke (Auswahl)
Gemälde
| - Boot auf stürmischer See - Hafenansicht Von Memel - Adolf Menzels Totenmaske (nach 1905 entstanden) - Hühnerhofidyll - Blick auf Mittenwald im Sommer - Hafenansicht von Memel - Junge Frau mit Margerite in einer Frühlingslandschaft - Sommerliche Parklandschaft mit See | Aquarelle - Blick auf Kolberg (Dom) - Soldat - Fischer am Strand - Dorf im Polnischen |